# Marcus Hubbard
Marcus Hubbard (Palm Beach, 23 dicembre 1983) è un ex cestista statunitense, professionista nella NBDL e in Asia.